# Championnat de France de rugby à XIII 1953-1954
Navigation
Édition précédente Édition suivante
Le Championnat de France de rugby à XIII 1953-1954 est est la 16e édition de la plus importante compétition de rugby à XIII en France. Le calendrier de la compétition s'étend de septembre 1953 au 16 mai 1954 avec une finale au Stadium municipal de Toulouse.
Organisé sous l'égide de la Fédération française de jeu à XIII, le Championnat est composé de douze équipes qui se rencontrent lors d'une phase de saison régulière où s'afffrontent sur deux rencontres chacune des équipes. Cette phase détermine l'ordre des qualifiés pour la phase finale à élimination directe pour se ponctuer par une finale en match unique le 16 mai 1954. Pour les équipes participantes, le championnat est entrecoupé par la Coupe de France remportée par l'U.S. Lyon-Villeurbanne face au XIII Catalan.
Le R.C. Marseille remporte la saison régulière et revêt le rôle de favori au titre mais est surpris en finale face au Bordeaux XIII qui s'impose 7 à 4 devant près de 8 000 spectateurs. Il s'agit du second titre du club bordelais après l'édition 1937, porté par les joueurs Raymond Contrastin, André Audy, Paul Bartoletti, Armand Save et André Carrère sous la houlette de l'entraîneur Jean Duhau.

## Liste des équipes en compétition
| Albi Avignon Bordeaux Carcassonne Carpentras Cavaillon Lézignan Lyon Marseille XIII Catalan Toulouse O. Villeneuve-sur-Lot |

Douze équipes participent au championnat de France de première division.

## Déroulement de la compétition

### Classement de la première phase
| Classement | Club                    | Points | Matchs |
| 1er        | R.C. Marseille          | 53     | 22     |
| 2e         | U.S. Lyon-Villeurbanne  | 52     | 22     |
| 3e         | Bordeaux XIII           | 51     | 21     |
| 4e         | U.S. Villeneuve         | 49     | 22     |
| 5e         | XIII Catalan            | 49     | 21     |
| 6e         | S.O. Avignon            | 47     | 21     |
| 7e         | A.S. Carcassonne        | 44     | 21     |
| 8e         | R.C. Albigeois          | 43     | 21     |
| 9e         | Toulouse olympique XIII | 34     | 21     |
| 10e        | R.C. Carpentras         | 33     | 22     |
| 11e        | S.U. Cavaillon          | 33     | 21     |
| 12e        | F.C. Lézignan           | 24     | 22     |

|  | Qualifié pour les demi-finales |

Le classement est incomplet.

## Phase finale
|  | Demi-finales            | Demi-finales            | Demi-finales            | Demi-finales            |               |               | Finale                    | Finale                    | Finale                    | Finale                    |
|  |                         |                         |                         |                         |               |               |                           |                           |                           |                           |
|  | Le 2 mai 1954 à Avignon | Le 2 mai 1954 à Avignon | Le 2 mai 1954 à Avignon | Le 2 mai 1954 à Avignon |               |               | Le 16 mai 1954 à Toulouse | Le 16 mai 1954 à Toulouse | Le 16 mai 1954 à Toulouse | Le 16 mai 1954 à Toulouse |
|  | Bordeaux XIII           | Bordeaux XIII           | 15                      | 15                      |               |               | Le 16 mai 1954 à Toulouse | Le 16 mai 1954 à Toulouse | Le 16 mai 1954 à Toulouse | Le 16 mai 1954 à Toulouse |
|  | Bordeaux XIII           | Bordeaux XIII           | 15                      | 15                      |               |               | Le 16 mai 1954 à Toulouse | Le 16 mai 1954 à Toulouse | Le 16 mai 1954 à Toulouse | Le 16 mai 1954 à Toulouse |
|  | U.S. Lyon-Villeurbanne  | U.S. Lyon-Villeurbanne  | 4                       | 4                       |               |               | Le 16 mai 1954 à Toulouse | Le 16 mai 1954 à Toulouse | Le 16 mai 1954 à Toulouse | Le 16 mai 1954 à Toulouse |
|  | U.S. Lyon-Villeurbanne  | U.S. Lyon-Villeurbanne  | 4                       | 4                       | Bordeaux XIII | Bordeaux XIII | 7                         | 7                         |                           |                           |
|  | Le 2 mai 1954 à Lyon    |                         |                         |                         | Bordeaux XIII | Bordeaux XIII | 7                         | 7                         |                           |                           |
|  |                         |                         | R.C. Marseille          | R.C. Marseille          | 4             | 4             |                           |                           |                           |                           |
|  | R.C. Marseille          | R.C. Marseille          | R.C. Marseille          | R.C. Marseille          | 4             | 4             | 5                         | 5                         |                           |                           |
|  | R.C. Marseille          | R.C. Marseille          |                         |                         |               |               |                           | 5                         |                           |                           |
|  | U.S. Villeneuve         | U.S. Villeneuve         | 2                       | 2                       |               |               |                           |                           |                           |                           |
|  | U.S. Villeneuve         | U.S. Villeneuve         | 2                       | 2                       |               |               |                           |                           |                           |                           |

### Finale
(mt : 0 - 2)
Homme du match :
Points marqués :
- Bordeaux: 1 essai de Carrère (79e) ; 2 pénalités d'Audy (65e et 71e).
- Marseille: 2 pénalités de Prudon (15e et 69e).

Évolution du score : 0-2 (mi-temps), 2-2, 2-4, 4-4, 7-4.
Arbitre : M. Appleton (Angleterre)
Spectateurs : 9 832
Composition des équipes :
- Bordeaux: André Audy - Antoine Afonso, André Carrère, Christian Duplé, Raymond Contrastin - Yves Treilhes, René Lamouliatte - Paul Trébouta, Francis Palats, Paul Bartoletti, Angelo Boldini, Granereau, Armand Save - Entraîneur :  Jean Duhau
- Marseille: Maurice André - Henri Prudon, John Isaac, Albert Lavantes, Joseph Grasseau - Denis Morelli, Jean Dop - René Ferrero, Antranik Apelian, François Rinaldi (c), Guy Delaye, Jean Pambrun, Robert Moncéré - Entraîneur : Jean Dop-François Rinaldi[1]

## Résultats

### Tableau des résultats
L'équipe qui reçoit est indiquée dans la colonne de gauche.
| Résultats (▼dom., ►ext.) | ALB   | AVI   | BOR   | CARc  | CARp  | CAV   | LEZ  | LYO   | MAR   | TOU   | VIL   | XIII  |
| R.C. Albigeois           | —     | 18-0  | 6-8   | 25-3  | 20-6  | 31-12 | 44-8 | 6-5   | 5-13  | 32-23 | 7-6   | 17-4  |
| S.O. Avignon             | 15-13 | —     | 9-5   | 9-7   | 48-0  | 34-7  | 23-0 | J     | 29-8  | 3-5   | 13-14 | 24-10 |
| Bordeaux XIII            | J     | 13-0  | —     | 9-4   | 17-5  | 63-16 | 34-3 | 13-5  | 18-0  | 31-5  | 13-4  | 16-14 |
| A.S. Carcassonne         | 42-5  | 26-16 | 7-16  | —     | 24-15 | 44-28 | 46-7 | 23-6  | J     | 10-20 | 16-0  | 9-5   |
| R.C. Carpentras          | 3-0   | 2-4   | 5-32  | 3-18  | —     | 14-5  | 26-7 | 13-23 | 7-43  | J     | 5-5   | 2-4   |
| S.U. Cavaillon           | 3-15  | 0-23  | 15-11 | 19-9  | 15-2  | —     | 5-0  | 10-28 | 6-13  | 26-38 | 10-14 | 8-27  |
| F.C. Lézignan            | 0-11  | 0-47  | 8-36  | 8-28  | 7-10  | 3-17  | —    | 11-24 | 5-7   | 10-0  | 10-14 | 3-25  |
| U.S. Lyon-Villeurbanne   | 24-15 | 44-5  | 21-20 | 28-17 | 25-2  | 40-6  | 38-0 | —     | 22-13 | 27-13 | 10-11 | 18-14 |
| R.C. Marseille           | 30-5  | 0-10  | 20-13 | 5-5   | 11-5  | 20-4  | 36-8 | 13-5  | —     | 34-5  | 11-6  | 31-13 |
| Toulouse olympique XIII  | 2-31  | 14-0  | 7-21  | 13-11 | 20-5  | 0-15  | 15-6 | 0-8   | 19-12 | —     | 5-20  | 10-10 |
| U.S. Villeneuve          | 9-0   | 15-21 | 15-9  | 4-5   | 62-2  | J     | 14-5 | 17-9  | 8-7   | 13-3  | —     | 0-0   |
| XIII Catalan             | 13-6  | 10-0  | 14-3  | 23-2  | 29-9  | 28-14 | J    | 4-3   | 8-0   | J     | 6-10  | —     |

- Victoire à domicile
- Match nul
- Victoire à l'extérieur

## Effectifs des équipes présentes
| Bordeaux     | Antoine Afonso Agrefeuille André Audy Paul Bartoletti Angelo Boldini André Carrère Raymond Contrastin Raymond Crabos Dalben Jean Darricau Dorignac André Ducasse Christian Duplé Granereau Adolphe Inza René Lamouliatte Pierre Marmajou Meunier Francis Palats Armand Save Serres Soulier Theux Yves Treilhes Paul Trébouta Entraîneur : Jean Duhau | Marseille          | Maurice André Antranik Apelian Roger Carmouze Guy Delaye Jean Dop René Ferrero John Isaac André Gay Joseph Grasseau Albert Lavantes Marius Miseroux Robert Moncéré Denis Morelli Jean Pambrun Raoul Pérez Henri Prudon François Rinaldi Entraîneur : Henri Audurau                      |
| Lyon         | Jean Audoubert Augey Gérard Bastianelli Élie Brousse Joseph Crespo Dautant René Duffort Joseph Krawczyk Antoine Lécuyer Guy Lucia Robert Lucia Martinez Mollard François Montrucolis Raymond Roger Rey Sabayrac Henri Tatarzinski Joseph Vanel Maurice Voron                                                                                         | Villeneuve-sur-Lot | Gaston Calixte André Carrère Jacques Dubon Pascal Eito Roger Estrada Fallières Gay Gabriel Genoud Geronaso Antoine Jimenez Odé Lespès Joyau Locatelli Robert Majorel Mazetti Murari Ermes Tarozzi Pierre Touton                                                                         |
| XIII Catalan | René Brial Irénée Carrère Gervais Chanchou Gaston Comes Henri Delhoste Marcel Gacia José Guasch Francis Lévy Jep Maso Mestres Moulis Puig-Aubert Tignère Entraîneur : Augustin Saltraille | Avignon            | André Béraud Henri Cazade Louis Dehaye Abel Duplan Félix Fabre Jacques Fabre Ferrien René Jean Jacques Merquey Georges Rascol Jean Rouqueirol André Savonne Entraîneur : André Béraud                                                                                                   |
| Carcassonne  | Gilbert Alberti Gilbert Benausse René Benausse Germain Calbète Jean Dedieu André Delpoux Roger Guilhem Jammes Christian Lasalle Martin Martin Marty Louis Mazon Medo Édouard Ponsinet Savary Claude Teisseire | Albi               | Armand Balent Claude Boutonnet René Bernard Jean-Marie Bez Bessières J.-M. Blanc Marcel Blanc Gabriel Berthomieu Capus Bernard Cesses Jean Couveignes Jean Deloncle Maurice Descous Fabre Georges Fages Charles Galaup Rives Teychené Gilbert Verdié Viguier Entraîneur : Gaston Combes |
| Toulouse     | Ambruster Bertrand Jean Bombail Louis Cadène Fernand Cantoni Vincent Cantoni Paul Caujolle Paul Césard Corrèges Ferrien Fontan Gayraud Jean Hatchondo Pierre Malrieu Marviel Moïset Louis Poletti Thomas Vigouroux Entraîneur : Guy Vassal | Carpentras         | Hugues Baldassin (Lyon XIII) Baldet Ballester Boni Guy Cardona Cazottes Farges Fontvielle Labassa Lasmarie Leydier (RC Toulon) Nietto Emmanuel Pérez Hildebert Prats Uranga Tanzilli (Lyon XIII) Entraîneur : Hugues Baldassin                                                          |
| Cavaillon    | Aldo Bayle Benoît Cibrario Roger Frassi Gayé Gilbert Germano Giron Jarre Michel Lopez Marfoux Ovili Pagnetti Hubert Prats Sarnette Roman André Vadon Entraîneur : Étienne Delaye | Lézignan           | Roger Arcalis Baco Louis Calmet Carreau Clottes Darrieumerlou Galinier Gomis Joseph Guiraud Raymond Jochem Laguns Lannes Guy Marty J. Marty Micheu Munoz Pazos Édouard Ponsinet Rota A. Trémèges Édouard Vidal Émile Vidal                                                              |